# Biểu tình phản đối Trung Quốc tại Việt Nam 2014

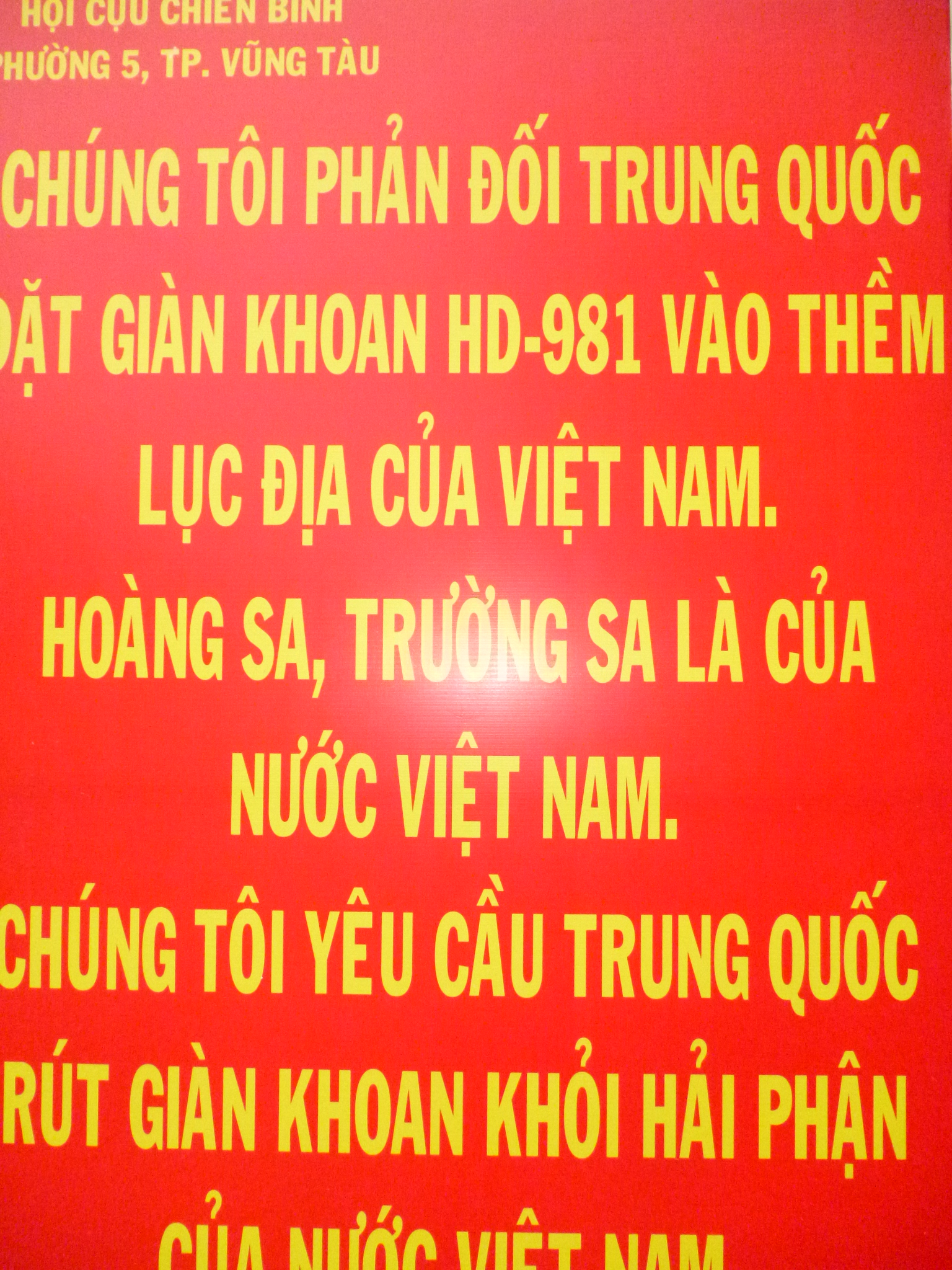
Khẩu hiệu phản đối Trung Quốc ở Vũng Tàu

Các cuộc biểu tình phản đối Trung Quốc lắp đặt giàn khoan thăm dò dầu khí HD-981 đã diễn ra trong tháng 5 năm 2014 (gần thời điểm cổ động World Cup 2014) tại 22 tỉnh thành của Việt Nam trong đó có: Hà Nội, Thành phố Hồ Chí Minh (Sài Gòn), Huế, Đà Nẵng, Bình Dương, Thanh Hóa. Tại đa số các thành phố những cuộc biểu tình đã diễn ra ôn hòa, thu hút hàng ngàn người tham gia. Tuy nhiên, một số cuộc biểu tình tại Bình Dương và Hà Tĩnh đã chuyển sang thành bạo động, cướp bóc, phá hoại tài sản không những nhằm vào các công ty Trung Quốc mà còn cả vào các công ty Đài Loan, Singapore, Hàn Quốc đang hoạt động tại Việt Nam; 5 người đã thiệt mạng. Ngày 15 tháng 5 năm 2014 Thủ tướng Nguyễn Tấn Dũng đã ra Công điện số 697/CĐ-TT để đảm bảo an ninh, trật tự.

## Bối cảnh
Ngày 1 tháng 5 năm 2014, Tổng công ty dầu khí Hải Dương Trung Quốc, một doanh nghiệp quốc doanh Trung Quốc đã đưa giàn khoan dầu Hải Dương Thạch Du 981 định vị ở vị trí cách đảo Tri Tôn (quần đảo Hoàng Sa) 17 hải lý về phía nam, cách đảo Lý Sơn (tỉnh Quảng Ngãi, Việt Nam) khoảng 120 hải lý về phía đông. Đảo Tri Tôn cũng như toàn bộ quần đảo Hoàng Sa hiện đang do Trung Quốc kiểm soát từ sau trận Hải chiến Hoàng Sa 1974 với Việt Nam Cộng hòa. Việt Nam cho đây là vùng biển đặc quyền kinh tế của Việt Nam trong khi Trung Quốc cũng cho đây là vùng biển của mình và việc đưa giàn khoan là hoạt động bình thường. Ban đầu Trung Quốc đưa 80 tàu bảo vệ. Việt Nam đã phản đối hành động này và đã phái các tàu Cảnh sát biển và Kiểm ngư ra chấp pháp. Người Việt ở trong và ngoài nước cho là Trung Quốc đã xâm chiếm lãnh thổ Việt Nam nên đã và đang có những phản ứng chống đối mạnh mẽ qua các cuộc biểu tình ở khắp mọi nơi.

## Các nhóm
Mặc dù những người xuống đường biểu tình cùng có một mục đích chung là phản đối Trung Quốc xâm chiếm vùng biển đặc quyền kinh tế của Việt Nam, nhưng họ có những quan điểm chính trị khác biệt nên trong nước được chia ra thành các nhóm "biểu tình quốc doanh", và "biểu tình độc lập" hay "biểu tình nhân dân". Trong khi ở hải ngoại thì có các cuộc biểu tình của nhóm cờ "vàng", cờ "đỏ" hay "không cờ".
- Nhóm bất đồng chính kiến: Đây là lần đầu tiên 20 nhóm dân sự ra chung một thông báo kêu gọi mọi người Việt yêu nước xuống đường biểu tình vào ngày 11 tháng 5 năm 2014 tại Hà Nội và TP. Hồ Chí Minh, phản đối Trung Quốc và tranh đấu đòi tự do cho blogger Anh Ba Sàm, và những tù nhân chính trị khác như Điếu Cày (Nguyễn Văn Hải), Bùi Thị Minh Hằng, Trần Huỳnh Duy Thức, Nguyễn Xuân Nghĩa, Việt Khang, Trần Vũ Anh Bình, Đinh Nguyên Kha.[11][13][14] Ngày 14 tháng 5, họ lại đưa ra một bản tuyên bố thứ hai cho biết là sẽ tiếp tục biểu tình hàng tuần cho đến khi Trung Quốc rút giàn khoan HD-981 ra khỏi vùng biển đặc quyền kinh tế của Việt Nam.[15]
- 54 nhân sỹ trí thức tổ chức một cuộc mít-tinh vào sáng 11 tháng 5 trước Nhà hát Lớn, TP.HCM, để phản đối hành động của Trung Quốc đưa giàn khoan xuống gần quần đảo Hoàng Sa. Trước đó, Giáo sư Tương Lai đại diện nhóm nói chuyện với đài BBC cho biết là không đồng ý với lời kêu gọi của 20 nhóm dân sự trên, lý do là lúc này nên tập trung phản đối hành động của Trung Quốc.[11]
- Nhóm biểu tình do Đoàn Thanh niên Cộng sản Hồ Chí Minh tổ chức. Những người bất đồng chính kiến cho rằng mục đích của nhóm này là lèo lái các cuộc biểu tình theo hướng có lợi cho chính quyền và gọi là nhóm "biểu tình quốc doanh".[16][17][18][19]
- Những băng nhóm kích động công nhân gây rối, đốt phá nhà xưởng, hôi của… Một trong những băng nhóm gồm 7 đối tượng do Lê Văn Hiếu (27 tuổi, quê Thanh Hóa) cầm đầu kích động công nhân hiện đang bị cơ quan điều tra tiến hành tạm giữ hình sự.[20]

## Biểu tình

### Ở trong nước Việt Nam
Ngày 9 tháng 5
Chiều 9 tháng 5, một cuộc biểu tình nhỏ quy tụ hàng chục người, gồm các nhân sĩ trí thức và thanh niên đã diễn ra trước Đại sứ quán Trung Quốc ở Hà Nội.
Ngày 10 tháng 5
Sáng ngày 10 tháng 5, một cuộc biểu tình phản đối Trung Quốc đã diễn ra tại TP. HCM, với sự hiện diện của khoảng hơn 100 người, được báo chí trong nước đăng tải.
Ngày 11 tháng 5
Sáng chủ nhật 11 tháng 5 tại Hà Nội, Đà Nẵng và TP. Hồ Chí Minh, các cuộc biểu tình phản đối Trung Quốc đã diễn ra với hàng ngàn người tham gia. Tuy nhiên một số blogger, và các nhà hoạt động cho rằng họ bị gây áp lực để không tham gia biểu tình. Người của nhóm 54 nhân sĩ trí thức cho biết họ đã bị đoàn thanh niên chiếm diễn đàn và bị cắt Micro không có cơ hội phát biểu. Cùng ngày, người dân Huế và Quảng Nam cũng xuống đường. Các đài truyền hình Việt Nam đưa tin rất khác nhau về việc này - VTV không đề cập đến các vụ biểu tình; HTV nói trong cuộc tuần hành ở Hà Nội, sau khi được chính quyền "kiên trì giải thích" về chủ trương đường lối của Đảng và Nhà nước, người dân tự giải tán; còn VTC1 đã dành nhiều thời lượng để nói về các cuộc biểu tình trên khắp cả nước. Theo hãng tin AP, cuộc biểu tình hôm chủ nhật này là lớn nhất kể từ năm 2011 khi Trung Quốc cắt cáp tàu thăm dò dầu khí Việt Nam. Hãng tin AFP cũng gọi đây là một trong những cuộc biểu tình phản đối Trung Quốc lớn nhất tại Việt Nam. Theo AP là có sự cho phép của chính phủ Việt Nam, khác với những cuộc biểu tình trước kia thường bị sách nhiễu và đôi khi bị đánh đập và người biểu tình bị bắt.
Trao đổi với BBC Tiếng Việt qua điện thoại vào cùng ngày, ông Phạm Gia Khiêm, cựu ủy viên Bộ Chính trị, cựu Phó thủ tướng kiêm Bộ trưởng Ngoại giao, cho là các cuộc biểu tình này sẽ có tác động đến phía Trung Quốc: "Sự phản đối của nhân dân Việt Nam thể hiện rõ quyết tâm bảo vệ chủ quyền của nhân dân Việt Nam, các nhà lãnh đạo Trung Quốc nên nghiên cứu nghiêm túc để mà thấy được những mặt sai trái của mình và có những hành động cho đúng với quốc tế."
Ngày 12, 13 và 14 tháng 5
Vào khoảng 16 giờ chiều ngày 13 tháng 5, hàng trăm công nhân tại tỉnh Đồng Nai đã xuống đường cầm cờ, mang biểu ngữ phản đối Trung Quốc đặt giàn khoan trong vùng biển thuộc vùng đặc quyền kinh tế của Việt Nam. Đoàn người xuất phát từ cổng công ty sản xuất giày da có vốn đầu tư của chủ doanh nghiệp Trung Quốc ở trung tâm TP. Biên Hòa, vòng qua các tuyến đường lớn đến sân vận động tỉnh Đồng Nai. Nhiều nhân chứng nói có thấy một số người chạy xe gắn máy không phải là công nhân địa phương xuất hiện tại hãng sản xuất giày của Đài Loan ở làng An Phú nằm phía đông bắc thành phố Hồ Chí Minh, hô hào những khẩu hiệu yêu nước.
Trong khi đó ở Bình Dương tại khu công nghiệp Việt Nam – Singapore 1, Việt Hương và Sóng Thần 1 cuộc biểu tình đã xảy ra từ hôm 12/5, sang đến sáng 13/5, con số công nhân tham gia khoảng gần 10.000 người. Đến trưa thì xảy ra bạo động.
- Nhiều nhóm người quá khích lợi dụng biểu tình (theo công an là "đội lốt công nhân") đã đập phá, cướp tài sản và cả đốt cháy cơ sở vật chất của không chỉ doanh nghiệp Trung Quốc mà còn của Đài Loan, Singapore, Hàn Quốc, gây nhiều hỗn loạn.[39][40] Tính đến chiều 14 tháng 5, toàn tỉnh ở Bình Dương đã có trên 460 công ty (phần lớn của người Đài Loan) bị đập phá và ít nhất 15 nhà máy bị đốt cháy… Có trên 40 cán bộ và công an bị thương khi làm nhiệm vụ, chủ yếu do các đối tượng quá khích dùng gạch đá ném.[41][42][43] Theo nhà báo Huy Đức, trong số 315 nhà đầu tư chịu thiệt hại trong vụ Bình Dương, có 12 công ty bị cháy lớn (nhiều nhà xưởng bị cháy rụi), 3 công ty bị cháy nhỏ, 33 công ty bị trộm cướp tài sản, 196 nhà xưởng bị đập phá, 241 văn phòng bị hư hại, có nhiều văn phòng bị đốt sạch, phá sạch.[16]
Theo ông Đặng Ngọc Tùng, Ủy viên Trung ương Đảng, Chủ tịch Tổng Liên đoàn Lao động Việt Nam cho biết, trong các vụ việc xảy ra, các đối tượng kích động gây bạo loạn có tổ chức rất chặt chẽ.[44]
Chiều 15/5, Công an tỉnh Bình Dương cho biết, trong số 800 người bị bắt giữ do liên quan việc lợi dụng việc diễu hành phản đối Trung Quốc để gây rối, đập phá, đốt cháy công ty và trộm cắp tài sản trong khu công nghiệp gần 400 người bị khởi tố hình sự.[45] Một xưởng chế tạo đồ điện tử không bị tấn công nhờ anh gác cổng lanh trí chỉ cho đám đông giận dữ thấy lá cờ Việt và Mỹ treo tại hãng.[46]
- Chiều ngày 14 tháng 5, tại khu kinh tế Vũng Áng, huyện Kỳ Anh (Hà Tĩnh), vào khoảng 2 giờ trưa, theo lời kể của một công nhân làm tại đó, 3 thanh niên đã cản trở không cho công nhân vào làm tại nhà máy thép Formosa của Đài Loan, nơi có lượng lớn công nhân Trung Quốc làm việc, sau đó họ kêu gọi biểu tình chống Trung Quốc, hàng nghìn công nhân đã tham gia. Đến 18 giờ 30, xe chở công nhân ra về đã bị chặn lại, nhóm quá khích đã lôi người xuống đánh. Sau đó họ xâm nhập, đập phá và đốt 2 lò gang thép. Ít nhất một người Trung Quốc thiệt mạng, tổng cộng 149 người khác bị thương. Hiện có 76 người bị bắt giữ để điều tra.[47][48][49] Vào ngày 20 tháng 5, hãng China Metallurgical Group cho biết là tại cơ xưởng thép Formosa Plastics mà họ đang xây dựng ở Hà Tĩnh, 4 công nhân của họ đã chết, ngoài ra 130 người bị thương trong số đó 23 bị thương nặng. Trong số 3.565 công nhân họ làm ở đó chỉ còn chục người ở lại.[50]

Trong khi báo Petrotimes nghi ngờ các tổ chức chính trị lưu vong đứng đằng sau các vụ bạo động, nhà báo Nguyễn Quốc Thái cho là: "những sự việc manh động đó là có bàn tay của những đặc vụ Trung Quốc nhúng tay vào để gây ra những biến loạn đó và họ lấy cớ để có thái độ với Việt Nam." Quan điểm này cũng được bình luận gia Ngô Nhân Dụng của báo Người Việt chia sẻ.
Ngày 26 tháng 5 ông Bùi Hữu Phong, Giám đốc BHXH tỉnh Bình Dương, cho biết, ước tính có khoảng 60.000 lao động tại Bình Dương chịu ảnh hưởng do các doanh nghiệp chưa thể hoạt động trở lại ngay. Trong số này, có khoảng 40.000 người đủ điều kiện xem xét hưởng chế độ bảo hiểm thất nghiệp, 20.000 lao động được xem xét lãnh nhận Bảo hiểm xã hội (BHXH) một lần.
Ngày 18 tháng 5
Vào ngày 18 tháng 5, trái ngược với động thái một tuần trước đó, chính quyền Việt Nam đã ngăn cấm và cản trở các cuộc biểu tình chống Trung Quốc.
Tại Hà Nội, phần lớn những người thường tích cực tham gia biểu tình đã bị các nhân viên chính quyền ngăn cản ngay tại nhà. Gần khu vực đại sứ quán Trung Quốc, chỉ có vài nhóm tập hợp, mỗi nhóm khoảng hai ba chục người, nhưng phải giải tán ngay sau đó. Còn tại Thành phố Hồ Chí Minh, số người tập hợp để chuẩn bị biểu tình có thể lên đến vài trăm người, nhưng không lâu sau cũng bị giải tán. ông Huỳnh Kim Báu, một trong số 54 nhân sĩ trí thức ký tên yêu cầu được biểu tình tuần trước cho biết, ngày hôm nay ông và nhóm 54 người đều bị an ninh cô lập tại nhà.
Ngày 19 tháng 5
Hàng ngàn người thuộc giáo phận Vinh, Nghệ An đã tuần hành đến nhà thờ chính tòa Xã Đoài thuộc Công giáo với các biểu ngữ: "Đoàn kết để bảo vệ Tổ Quốc", "Dân Việt Nam lên án Trung Quốc lấn chiếm", "Lương-giáo đoàn kết bảo vệ Tổ Quốc", "Hoàng Sa – Trường Sa là của Việt Nam", "Chúng tôi yêu hòa bình", "Chủ quyền đất nước phải bảo vệ", "Sự thật sẽ giải phóng anh em", "Tất cả chúng ta hãy đoàn kết để bảo vệ Tổ Quốc" và đặc biệt là câu khẩu hiệu: "Người giáo dân Vinh không lơ là bổn phận với Tổ Quốc"…
Ngày 23 tháng 5
Một phụ nữ tự thiêu trước cổng chính Dinh Độc Lập để phản đối Trung Quốc xâm chiếm biển đảo của Việt Nam. Nạn nhân là bà Lê Thị Tuyết Mai, 67 tuổi, ngụ tại Quận Bình Thạnh, pháp danh Đồng Xuân, phó trưởng ban Hướng dẫn Gia đình Phật tử Miền Quảng Đức, một tổ chức thuộc Giáo hội Phật giáo Việt Nam Thống nhất.
Ngày 4 tháng 6
Một nhóm nhỏ người dân đã bất ngờ biểu tình trước cửa Đại sứ quán Trung Quốc tại TP. Hồ Chí Minh. Nội dung cuộc biểu tình là phản đối hành động của Trung Quốc, phản đối sự đàn áp biểu tình và kỉ niệm 25 năm vụ thảm sát Thiên An Môn.
Ngày 19 tháng 6
Một ngày sau khi cuộc đàm phán giữa Ủy viên Quốc vụ Dương Khiết Trì, nhân vật ngoại giao cao cấp nhất của Trung Quốc tới Hà Nội từ vụ giàn khoan HD-981, với Việt Nam không mang lại tiến bộ nào, nhóm No-U Hà Nội lại tụ tập tại tượng đài Lý Thái Tổ - Hồ Gươm - Hà Nội để phản đối Trung Quốc. Theo lời tường thuật của họ, có 30-40 người gồm các thành viên No-U Hà Nội cùng bạn hữu, số công an được huy động đông gấp 3,4 lần. Ít nhất 8 người đã bị bắt về đồn trước khi cuộc biểu tình xảy ra nhưng đã được thả ra sau đó cùng ngày.

### Tại nước ngoài
6 tháng 5: Cuộc biểu tình đầu tiên xảy ra vào ngày 6 tháng 5 của người Việt ở Little Saigon tại toà tổng lãnh sự Trung Quốc ở Los Angeles, California, chỉ một ngày sau khi họ biết tin Trung Quốc đưa giàn khoan HD-981 vào vùng biển đặc quyền kinh tế của Việt Nam. Người Việt ở hải ngoại cũng lên tiếng phản đối Trung Quốc ở nhiều nơi khác, ở Berlin ngày 8 tháng 5, tại Frankfurt ngày 10 tháng 5, tại Tokyo và tại Praha ngày 11 tháng 5, tại Đài Bắc ngày 11 tháng 5.
11 tháng 5: Hơn 2.000 người Việt tại Praha, Séc và khoảng 500 người tại Tokyo, Nhật biểu tình.
16 tháng 5: Khoảng 1.000 người Việt thuộc nhiều thế hệ đã tham gia cuộc biểu tình tại quảng trường Trocadero ở thủ đô Paris, Pháp.
Khoảng 200 người Việt và người Phi biểu tình tại Manila, Philippines.
17 tháng 5: Tại thành phố München, Đức đã có đồng thời hai cuộc biểu tình của người Việt, một cuộc biểu tình được tổ chức dưới lá cờ VNCH trước tòa lãnh sự TQ tại Munich và một cuộc biểu tình khác do nhóm chủ trương không có sự hiện diện của bất cứ lá cờ nào tại trung tâm thành phố. Ở Úc, ngày 17 tháng 5, hơn 200 người Việt đã cùng tập trung trước Tổng lãnh sự quán Trung Quốc ở Melbourne.
Trước tòa lãnh sự Trung Quốc tại San Francisco cũng như trước cửa Tòa án Công lý quốc tế tại Den Haage, Hà Lan, người Việt và du học sinh tổ chức biểu tình.
18 tháng 5: Hơn 3500 người do Cộng đồng Người Việt Tự do tiểu bang Victoria tổ chức biểu tình phản đối Trung Quốc tại Melbourne, Victoria.
Hơn 5000 người biểu tình tại München, thủ phủ bang Bayern và các thành phố khác của Đức.
Trước tòa lãnh sự Trung Quốc tại San Francisco, một cuộc biểu tình phản đối Trung Quốc.
Cộng đồng người Việt, học sinh, sinh viên Việt Nam biểu tình tại Roma, Ý và tại London, Anh quốc.
Khoảng 1.400 Việt Kiều và công nhân Việt Nam biểu tình tại Seoul, Hàn Quốc.
25 tháng 5: Khoảng 300 du học sinh và kiều bào đã biểu tình trước Toà thị chính thành phố Sydney, Úc để phản đối Trung Quốc.
26 tháng 5: Tại Hồng Kông, khoảng 200 người Việt và người ủng hộ đã xuống đường biểu tình chống hành động xâm lược của Trung Quốc. Họ khởi hành từ trụ sở chính của chính quyền đi tới một chi nhánh của bộ ngoại giao Trung Quốc vung cờ đỏ sao vàng.

## Ra tòa
Hai trong số 800 người còn bị giữ để xem xét là có vi phạm luật pháp trong các cuộc biểu tình vào ngày 13 tháng 5 ở Bình Dương đã bị xử tù vào ngày 25 tháng 5. Một người 23 tuổi đã bị xử án 18 tháng tù giam cho hành vi 'gây rối trật tự công cộng' và 18 tháng tù giam cho hành vi 'cố ý làm hư hỏng tài sản'." Người kia 18 tuổi bị tuyên phạt 12 tháng tù giam về hành vi lợi dụng tuần hành để gây rối, đập phá doanh nghiệp để trộm tài sản".
Ngày 3/12, TAND TP Biên Hòa (Đồng Nai) đã tuyên phạt Nguyễn Tuấn Vũ (19 tuổi, quê An Giang) cùng 5 bị cáo mức án từ 12 tháng đến 30 tháng tù về tội Gây rối trật tự công cộng. Vũ được một người đàn ông (chưa xác định danh tính) cho 50.000 đồng để kích động đám đông đập phá các doanh nghiệp khi xuống đường phản đối Trung Quốc hạ đặt trái phép giàn khoan Hải Dương 981. Ngoài ra, 28 người khác cũng có hành vi gây rối trật tự công cộng và đã bị khởi tố, nhưng chỉ bị xử phạt hành chính.

## Quyền biểu tình ở Việt Nam
- Trao đổi với BBC hôm 27/5/2014 từ Hà Nội, PGS. TS. Hoàng Ngọc Giao, Viện trưởng Viện Nghiên cứu Chính sách pháp luật & Phát triển (thuộc Vusta) cho là Việt Nam cần có một lập trường rõ ràng, kiên định và sự tôn trọng về quyền được hiến định của người dân về mặt quyền biểu tình, không nên sử dụng quyền biểu tình như một công cụ chính trị. "Không nên như vậy, luôn luôn phải tạo điều kiện để quyền này được thực hiện, không thể có lúc thì động viên đi biểu tình, lúc thì lại ngăn cấm biểu tình, cái đó là không ổn, nó không phù hợp với Hiến pháp." - Ông cho rằng chính quyền, trong đó có Quốc hội cần phải xây dựng và ban hành càng sớm càng tốt luật biểu tình, ông cho rằng vừa tốt cho người dân, vừa tốt cho nhà nước và cả việc đấu tranh bảo vệ chủ quyền lãnh thổ của Việt Nam.[80]
- Giáo sư Nguyễn Hưng Quốc cho rằng: "Cuối cùng, biện pháp duy nhất Việt Nam có thể làm được là chuẩn bị chiến tranh để chiến tranh không xảy ra. Bằng cách nào? Chỉ có một cách: Sử dụng sức mạnh của quần chúng. Bằng cách nào? Chỉ có một cách: Cho phép dân chúng bày tỏ lòng yêu nước và sự căm ghét ngoại xâm của họ, và tạo nên sự đoàn kết thực sự giữa chính quyền và dân chúng để Trung Quốc thấy là họ không thể khuất phục dân tộc Việt Nam bằng các biện pháp quân sự. Điều duy nhất khiến Trung Quốc có thể e dè trước Việt Nam không phải là tài trí của giới lãnh đạo, sự tối tân của vũ khí hay sự thiện chiến của quân đội Việt Nam (thật ra, hầu hết bộ đội Việt Nam, từ lính đến tướng, đều không có hoặc có rất ít kinh nghiệm chiến trường!) mà chính là con người Việt Nam vốn nổi tiếng bất khuất. Bởi vậy, đàn áp dân chúng, không cho dân chúng biểu tình là một cách giấu giếm sức mạnh lớn nhất của mình: Đó là một quyết định dại dột.".[81]
- Tại kỳ họp thứ 8, Đại biểu Quốc hội, Luật sư Trương Trọng Nghĩa phân tích: "Vừa qua, trước tình hình Trung Quốc xâm phạm vùng biển thuộc quyền chủ quyền Việt Nam, người dân có nhu cầu biểu tình, nhưng chúng ta lại chưa có khung pháp lý cho hoạt động này. Vì chưa có Luật nên lúng túng, gây ra bất cập. Đây là một ví dụ hết sức điển hình". Nhìn vấn đề ở góc độ khác, Đại biểu Lê Hiền Vân (Hà Nội) cho rằng xem xét Luật Biểu tình lúc này là chưa hợp. "Nếu như có Luật Biểu tình thì vừa rồi không phải chỉ có Bình Dương, Vũng Áng mà còn nhiều nơi biểu tình. Ai sẽ quản lý, quân đội hay công an? Quốc hội bỏ luật này ra tôi đồng tình rất cao. Ý kiến đề xuất của một số đại biểu tôi cũng không đồng tình, vì Luật Biểu tình ở nước ta hiện nay chưa cần thiết"[82]

Sau khi họp, Luật Biểu tình đã được Quốc hội chính thức đưa vào chương trình xây dựng pháp luật. Theo chương trình này, dự luật sẽ được trình xin ý kiến Quốc hội vào kỳ họp đầu năm 2015, và sẽ được Quốc hội bỏ phiếu thông qua vào kỳ họp cuối năm 2015.

## Thiệt hại vật chất
Theo hãng tin Trung ương Đài Loan (CNA), vụ bạo loạn ảnh hưởng đến 425 doanh nghiệp (chỉ tính riêng của Đài Loan), trong đó 25 doanh nghiệp bị thiệt hại nặng nề. Tổng giá trị thiệt hại ước tính khoảng 150-500 triệu đô la, và các thiệt hại kinh tế có liên quan là 1 tỷ đô la.

## Phản ứng

### Việt Nam
Từ ngày 17 tháng 5, thủ tướng chính phủ Việt Nam Nguyễn Tấn Dũng đã có công điện yêu cầu lãnh đạo các bộ ngành và các tỉnh, thành phố tiếp tục tuyên truyền vận động nhân dân không tham gia biểu tình "trái pháp luật".

### Trung Quốc
Theo Tân Hoa Xã, chính phủ Trung Quốc đã sơ tán hơn 3.000 công dân của họ ra khỏi Việt Nam từ chiều thứ Bảy ngày 17 tháng 5 sau làn sóng bạo động chống Trung Quốc. Theo số liệu từ phía Trung Quốc thì đợt bạo loạn ở Hà Tĩnh đã làm cho 2 công dân Trung Quốc thiệt mạng và hơn 100 người khác bị thương. Bộ Ngoại giao Trung Quốc ngày 17 tháng 5 viết trên trang chủ của họ: "Bộ Ngoại giao khuyến cáo các công dân Trung Quốc không đi đến Việ́t Nam, các công dân và tổ chức Trung Quốc ở Việt Nam tăng cường nhận thức nguy cơ và củng cố các biện pháp an ninh và tránh rời khỏi nơi cư trú." Hôm 19 tháng 5 phê bình về việc Trung Quốc ồ ạt rút công nhân ở Việt Nam về nước, ông Dương Danh Dy, cựu tổng lãnh sự Việt Nam tại Quảng Châu, nói việc này nằm trong dự định Trung Quốc muốn tăng cường sức ép về mọi mặt, về kinh tế, chính trị, cũng như quân sự đối với Việt Nam.

### Đài Loan
Phát ngôn viên Bộ Ngoại giao Trung Hoa Dân Quốc Cao An nói rằng Đài Loan mạnh mẽ lên án bạo lực và kêu gọi người dân Việt Nam hãy biết tự tiết chế, đừng áp dụng những hành vi mất lý trí, gây ảnh hưởng tới nguyện vọng đầu tư, gây tổn hại mối quan hệ giữa nhân dân Đài Loan và Việt Nam.
Theo tin của tờ Bưu điện Hoa Nam Buổi sáng vào ngày 21 tháng 5 năm 2014, Đài Loan nói là đang gởi một phái đoàn được dẫn đầu bởi Thứ trưởng Bộ Kinh tế Shen Jong-chin để điều đình về việc bồi thường thiệt hại cho cơ xưởng và tài sản, cũng như mất mát về thu nhập vì các hoạt động phải ngưng lại.
Trong cuộc phỏng vấn với BBC tiếng Trung ngày 21 tháng Bảy tại Đài Bắc, ông Giang Nghi Hoa nói phía Việt Nam làm chưa đủ trong việc giải quyết các yêu cầu bồi thường. Ông Giang cũng cho biết rằng chính phủ Đài Loan đã sẵn sàng ra tối hậu thư cho chính phủ Việt Nam và dọa sẽ đưa ra các biện pháp trừng phạt (chế tài) nếu Hà Nội không có hành động gì.

## Nguyên nhân
Theo báo PLTPHCM đăng vào ngày 27 tháng 5 nguyên nhân dẫn đến các cuộc bạo động tại Bình Dương là do "một số công nhân làm trong các doanh nghiệp nước ngoài bị chủ đối xử chưa tốt, bị đuổi việc trước đó đã lợi dụng phá hoại tài sản của các doanh nghiệp. Tội phạm hình sự đã lợi dụng tình hình để kích động công nhân đập phá và hôi của. Vụ việc có sự tác động, kích động của các thế lực thù địch bên ngoài. Cụ thể Công an tỉnh Đồng Nai đã bắt được ba đối tượng liên quan đến tổ chức phản động Việt Tân. Tại cơ quan điều tra bước đầu ba đối tượng khai tổ chức phản động Việt Tân chỉ đạo và cung cấp tiền cho chúng xuống đường kích động biểu tình…"

Ngày 29 tháng 5 trong một cuộc họp báo chính phủ, trung tướng Hoàng Kông Tư xác nhận: "...Ngoài ra, chúng tôi xác định các vụ việc này còn có cả sự kích động của kẻ địch. Chúng tôi đã bắt giữ và đang điều tra đối tượng nghi vấn liên quan đến Việt Tân".….

Báo Công an Thành phố Hồ Chí Minh cho biết thêm: " Nhằm mục đích hạ uy tín Đảng Cộng sản và Nhà nước Việt Nam, nhóm Việt Tân đã chớp thời cơ xúi giục đồng thời cung cấp tiền cho một số đối tượng kích động công nhân đập phá tài sản doanh nghiệp, làm ảnh hưởng nghiêm trọng đến an ninh trật tự, môi trường đầu tư và hình ảnh đất nước, con người Việt Nam trong mắt bạn bè quốc tế. Các đối tượng đã khai nhận hành vi phạm tội. Thủ đoạn của chúng là trà trộn với công nhân tuần hành nhằm lôi kéo họ gây rối hoặc nhắn tin qua điện thoại với lời hứa sẽ được phía Việt Tân cung cấp tiền. Ban đầu các đối tượng khai có liên quan đến một phóng viên tự do biệt danh "D mặt chuột", từng có nhiều bài viết vu cáo, xuyên tạc, chống phá nhà nước trên các diễn đàn mạng." 

Trong thông cáo gửi cho BBC, ông Hoàng Tứ Duy, phát ngôn nhân của Việt Tân tại Mỹ, nói "bất kỳ cá nhân nào chủ trương bạo động thì đều không phải là người của đảng Việt Tân hay người đang cộng tác với đảng Việt Tân" bởi vì "chủ trương của đảng Việt Tân là hỗ trợ mọi nỗ lực đấu tranh bất bạo động cho mục tiêu dân chủ, nhân quyền và bảo vệ chủ quyền đất nước." Một thông cáo khác đăng trên trang Facebook của Việt Tân cho rằng cáo buộc của công an nhằm "chuyển hướng dư luận khỏi sự bất lực của lãnh đạo trước đại họa xâm lược; để che đậy cho những kẻ bạo động thật dưới sự điều động của công an; và để tạo lý cớ trấn áp hung bạo hơn nữa các cuộc biểu tình yêu nước".